# Harpalinae

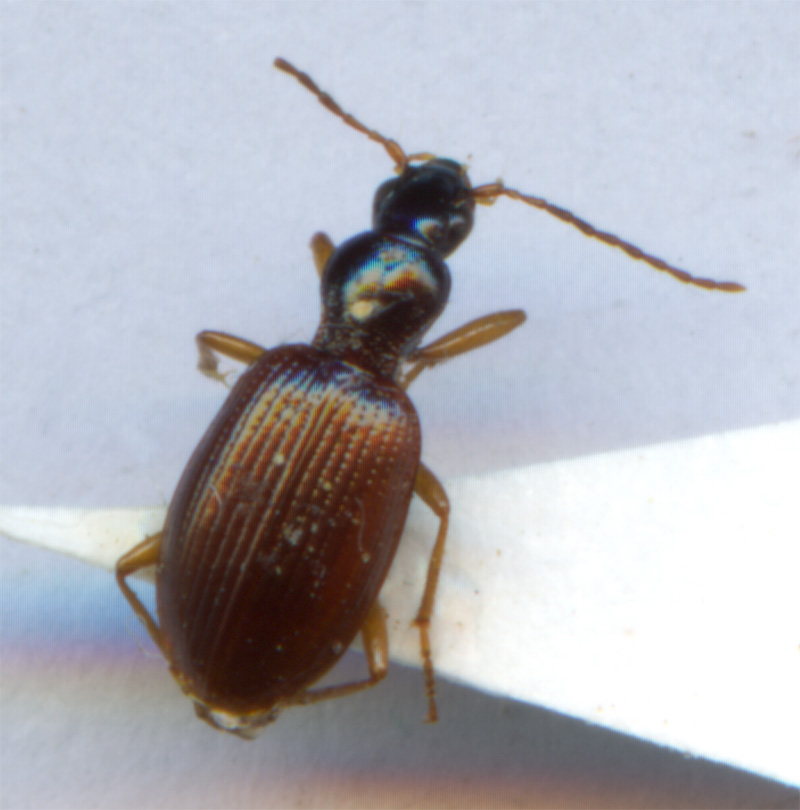
Oxyselaphus obscurus

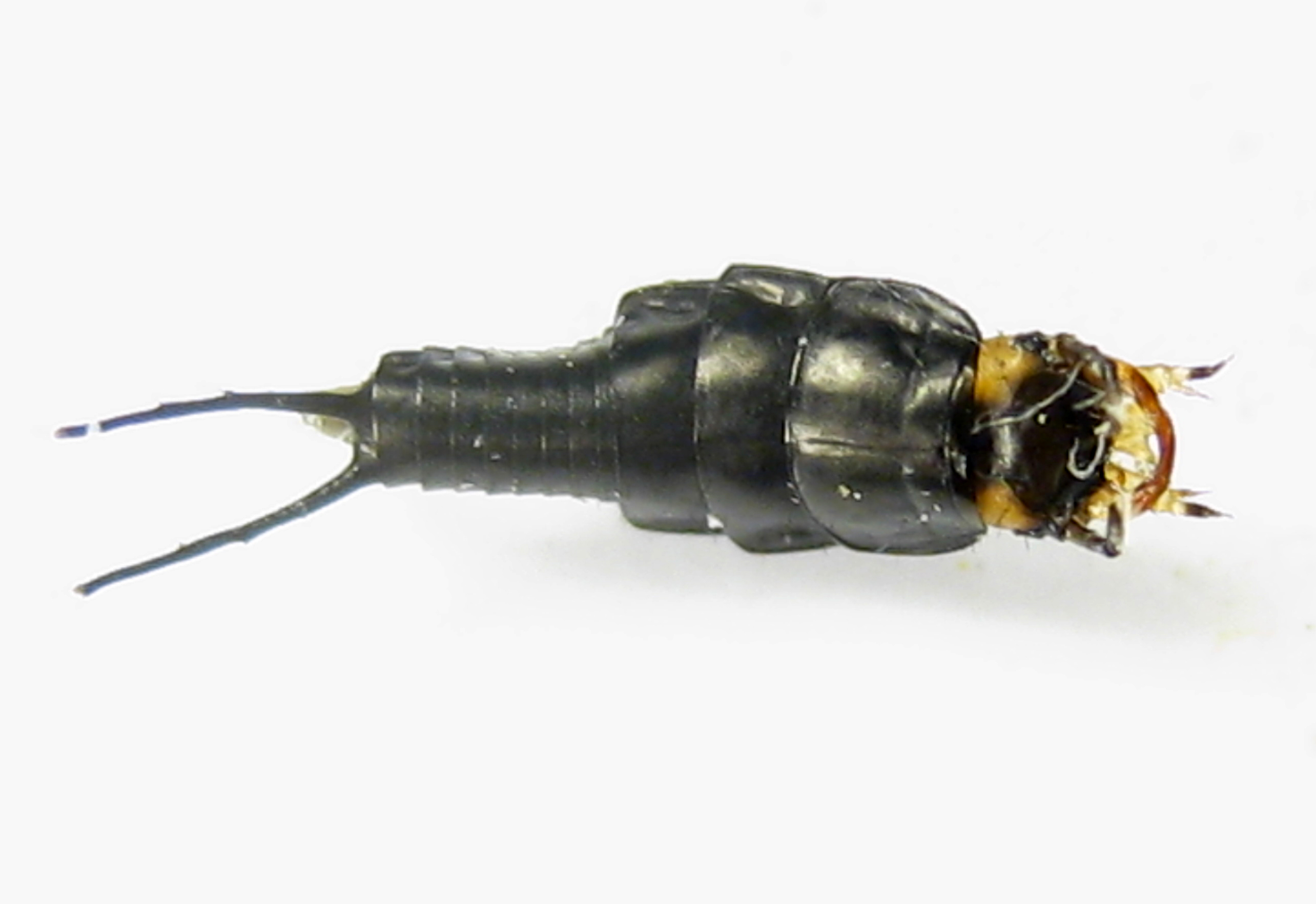
Chlaenius sp., larva

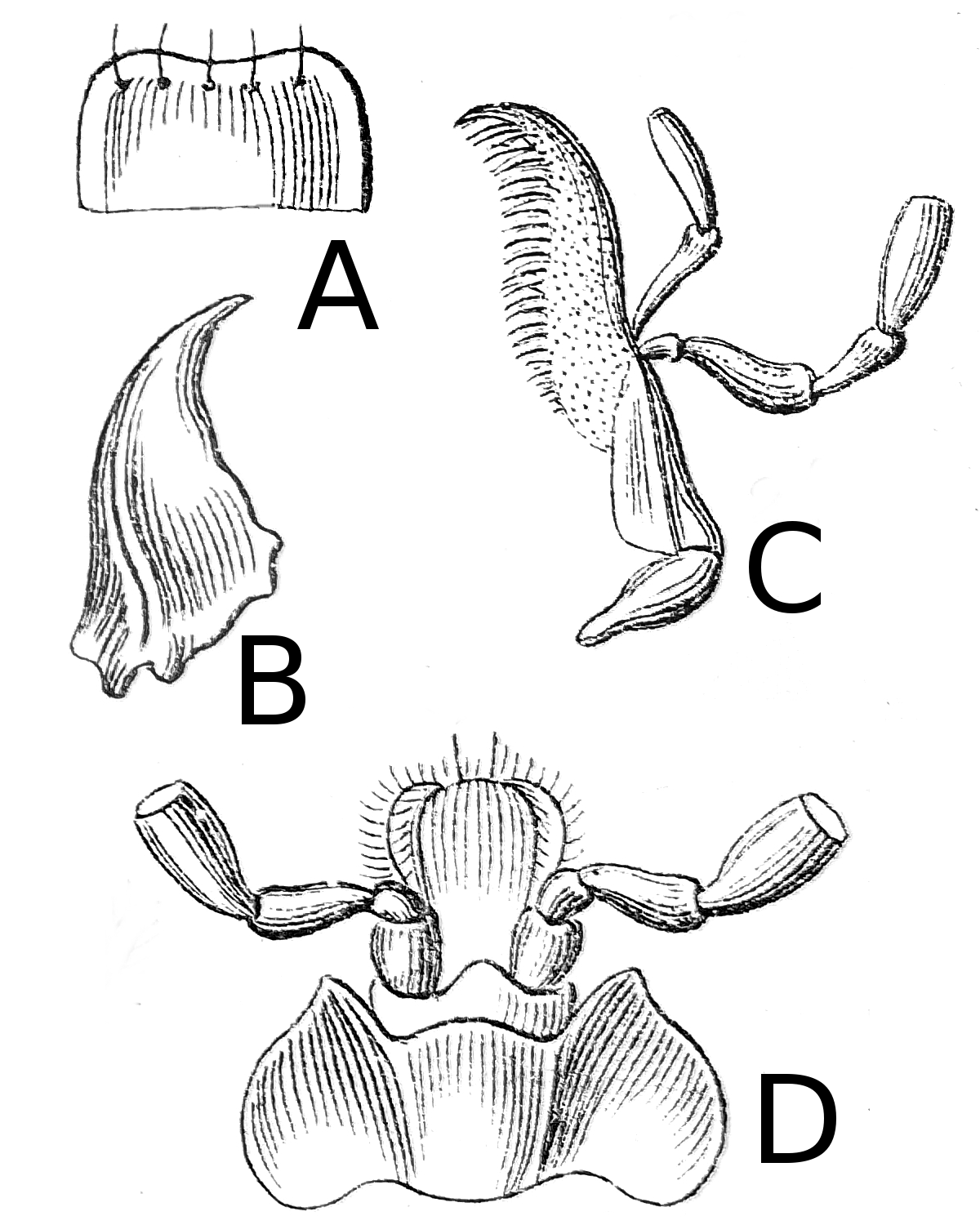
Piezas bucales de Lebia chlorocephala. A. Labrum. B. Mandíbula. C. Maxila. D. Labio

Los harpalinos (Harpalinae) son una subfamilia muy grande de coleópteros perteneciente a la familia Carabidae. Tiene más de 20 000 especies, o alrededor de 6400 spp. en 24 tribus según otros. Presentan una gran variedad de formas y comportamientos.

## Supertribus
- Anthiitae -
- Chlaeniitae -
- Ctenodactylitae -
- Dryptitae -
- Harpalitae -
- Lebiitae -
- Pentagonicitae -
- Platynitae -
- Pterostichitae

## Tribus

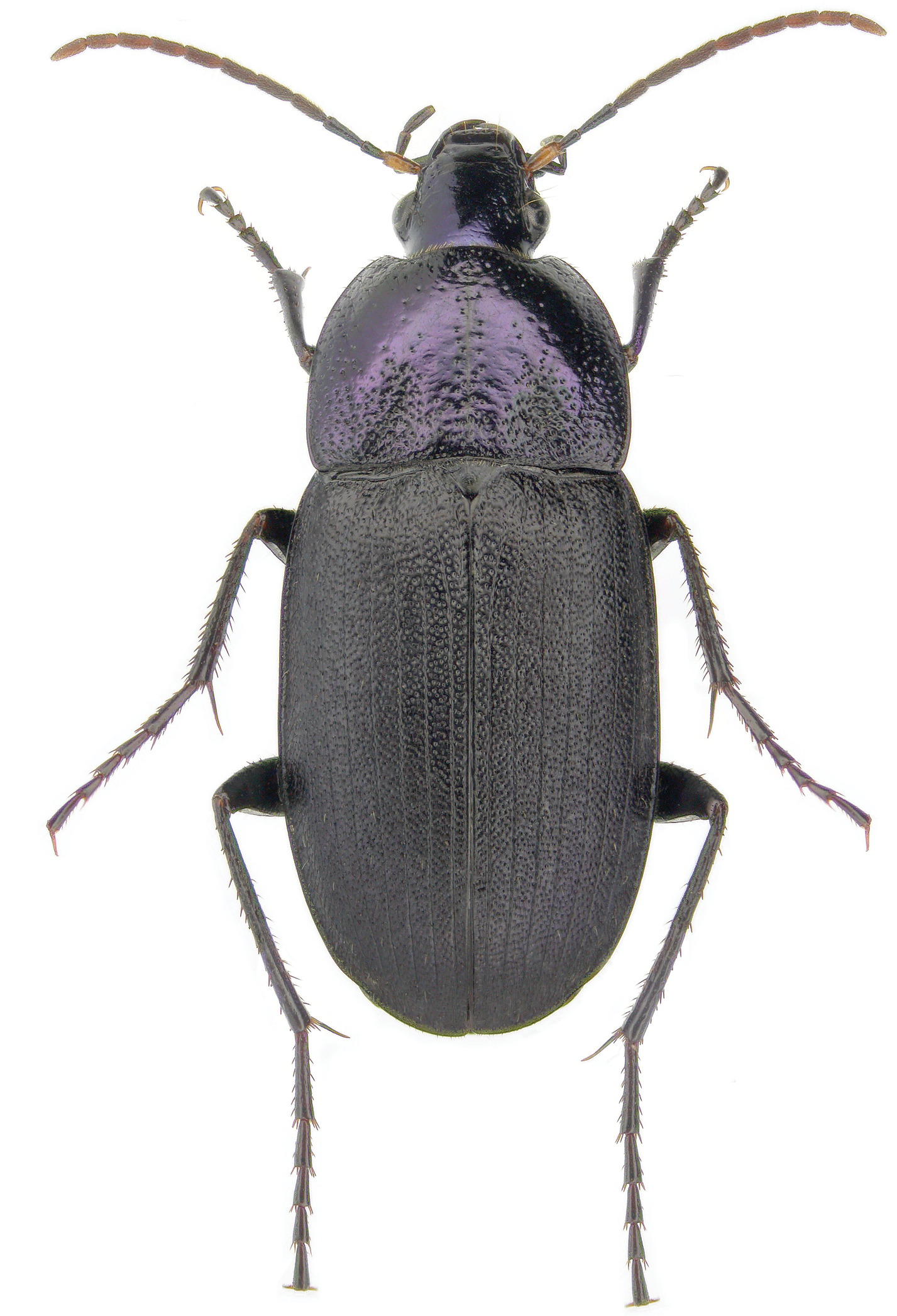
Chlaenius purpuricollis Randall

Abacetini - 
Amorphomerini - 
Anthiini - 
Caelostomini - 
Calophaenini - 
Catapieseini -
Chaetodactylini -
Chaetogenyini -
Chlaeniini -
Cnemalobini - 
Corsyrini -
Cratocerini -
Ctenodactylini - 
Cuneipectini -
Cyclosomini - 
Dercylini -
Drimostomatini -
Dryptini - 
Galeritini -
Geobaenini -
Ginemini - 
Graphipterini - 
Harpalini -
Helluonini - 
Hexagoniini -
Idiomorphini -
Lachnophorini - 
Lebiini - 
Licinini -
Loxandrini - 
Melanchitonini -
Microcheilini -
Morionini - 
Odacanthini - 
Omphreini - 
Oodini -
Orthogoniini - 
Panagaeini -
Peleciini - 
Pentagonicini -
Perigonini -
Physocrotaphini -
Platynini -
Pseudomorphini - 
Pterostichini - 
Sphodrini - 
Zabrini -
Zuphiini

## Géneros seleccionados
- Abax
- Acinopus Dejean, 1821
- Agatus Motschulsky, 1844
- Agonum
- Amara
- Amblystomus Erichson, 1837
- Acupalpus Dejean, 1829
- Anchomenus Bonelli, 1810
- Anisodactylus Dejean, 1829
- Anthracus Motschulsky, 1850
- Apristus Chaudoir, 1846 (incluye Metabletus)
- Badister Clairville, 1806
- Blackburnia Sharp, 1878
- Bradycellus Erichson, 1837
- Calathus Bonelli, 1810
- Callistus Bonelli, 1809
- Calodromius Reitter, 1905
- Carterus Dejean, 1830
- Chlaenius Bonelli, 1810
- Clarencia Sloane, 1917
- Corsyra Dejean, 1825
- Cymindis Latreille, 1806
- Daptus Fischer von Waldheim, 1823
- Demetrias Bonelli, 1810
- Diachromus Erichson, 1837
- Dicheirotrichus Jacqelin du Val, 1857 (incluye Trichocellus)
- Ditomus Bonelli, 1810
- Dolichus Bonelli, 1810
- Dromius Bonelli, 1810
- Drypta Latreille, 1796
- Gynandromorphus Dejean, 1829
- Harpalus (incluye Harpalobrachys)
- Hemiaulax Bates, 1892
- Laemostenus Bonelli, 1810
- Lebia Latreille, 1802
- Licinus Latreille, 1802
- Lionychus Wissman, 1846
- Masoreus Dejean, 1821
- Microderes Faldermann, 1835
- Microlestes Schmidt-Goebel, 1846
- Molops Bonelli, 1810
- Nornalupia Kataev, 2002
- Odacantha Paykull, 1798
- Odontonyx Stephens 1827
- Olisthopus Dejean, 1828
- Oodes Bonelli, 1810
- Ophonus Stephens, 1828
- Orthomus Chaudoir, 1838
- Oxyselaphus Chaudoir, 1843
- Panagaeus Latreille, 1802
- Paradromius Fowler, 1887
- Paranchus Lindroth, 1974
- Parophonus Ganglbauer, [1891]
- Pedius Motschulsky, 1850
- Penthus Chaudoir, 1843
- Perigona Laporte de Castelnau, 1835
- Philorhizus Hope, 1838
- Platyderus Stephens, 1828
- Platynus Bonelli, 1810
- Plochionus Wiedemann, 1823
- Poecilus Bonelli, 1810
- Polystichus Bonelli, 1809
- Pterostichus
- Sericoda
- Sphodrus Clairville, 1806
- Stenolophus Dejean, 1821
- Stomis Clairville, 1806
- Syntomus Hope, 1838
- Synuchus Gyllenhal, 1810
- Taphoxenus Motschulsky, 1850
- Trichotichnus A.Morawitz, 1863
- Zabrus
- Zuphium Latreille, 1806